# Bleeding Me
«Bleeding Me» (с англ. — «Истекаю кровью») — песня американской трэш-метал-группы Metallica с альбома Load. Она никогда не выпускалась в качестве коммерческого сингла, однако как промосингл была пущена в ротацию радиостанций в начале 1997 года. В том году песня поднималась до шестой позиции в чарте Mainstream Rock.
Радиоверсия песни длилась около шести минут, в ней были убраны некоторые инструментальные пассажи, а сама песня кончалась вместе с гитарным соло.
Песня появлялась в концертных программах группы с 1996 года, в том числе она включена в альбом S&M, записанный с симфоническим оркестром Сан-Франциско.

## Участники записи
- Джеймс Хетфилд — вокал, ритм-гитара
- Кирк Хэмметт — соло-гитара
- Джейсон Ньюстед — бас-гитара
- Ларс Ульрих — ударные

## Тематика и толкование
Существуют различные мнения о смысле песни. Большинство из них касается борьбы с зависимостью, однако бывший басист «Металлики» Джейсон Ньюстед считал, что текст повествует о человеке, подвергающемся психологическим пыткам.
Автор текста Джеймс Хэтфилд так объяснял смысл песни в интервью журналу Playboy, данном в 2001:

В то время, когда мы записывали Load, я чувствовал, что хочу бросить пить. «Может быть, мне чего-то не хватает. Все остальные кажутся такими счастливыми. Я тоже хочу быть счастлив». Я планировал свою жизнь исходя из того, когда будет похмелье: «„Misfits“ выступают в пятницу вечером, значит суббота занята похмельем». Я потратил множество дней. Год посещая процедуры, я узнал много о себе. Существует множество вещей, которые ранят тебя, когда ты растёшь, неизвестно почему. «Bleeding Me» именно об этом: я пытался с кровью выпустить всё плохое, удалить зло. Когда я ходил на терапию, я обнаружил неприятные вещи там. Тёмное пятно.
Оригинальный текст (англ.)Around the time of Load, I felt I wanted to stop drinking. „Maybe I’m missing out on something. Everyone else seems so happy all the time. I want to get happy.“ I’d plan my life around a hangover: „The Misfits are playing in town Friday night, so Saturday is hangover day.“ I lost a lot of days in my life. Going to therapy for a year, I learned a lot about myself. There’s a lot of things that scar you when you’re growing up, you don’t know why. The song Bleeding Me is about that: I was trying to bleed out all bad, get the evil out. While I was going through therapy, I discovered some ugly stuff in there. A dark spot.
— 
В интервью телеканалу Kerrang! Хэтфилд рассказал о своих мыслях насчёт отношения остальных членов группы к нему и его текстам: «Как я мог узнать, чувствуют ли остальные парни мои тексты так же, как я? Я мог бы петь „Bleeding Me“ со слезами на глазах, а им могло бы быть всё равно» (англ. «How did I know whether the rest of the guys in the band felt as much about the lyrics as I did? I could be singing 'Bleeding Me' with a tear in my eye and the rest of the guys might not have cared».).

## Демоверсия
Демоверсия песни так же называлась «Bleeding Me» и представляла собой инструментальную композицию, записанную Хэтфилдом и Ульрихом 7 апреля 1995 года в домашней музыкальной студии Ульриха «Dungeon».

## Список композиций
1. «Bleeding Me (Edited version)» — 5:57
2. «Bleeding Me (Full version)» — 8:18

## Позиции в чартах
| Чарт (1997)                    | Позиция |
| ------------------------------ | ------- |
| US Mainstream Rock (Billboard) | 6       |
| US Active Rock (Billboard)     | 2       |
| US Heritage Rock (Billboard)   | 15      |